# 鑽石牌
鑽石牌，是中國內地的一個老字號商標，在1964年註冊，现在是廣州輕出集團屬下的商標，也是中國最早的家電品牌之一。这个牌子專門做風扇、電磁爐、煤氣爐、抽油煙機、消毒櫃、攪拌機、榨汁機、飲水機等產品。產品在亞洲同歐洲地區也有。

## 查看
- 家喻户晓的“钻石”牌风扇 （页面存档备份，存于）